# Molossos

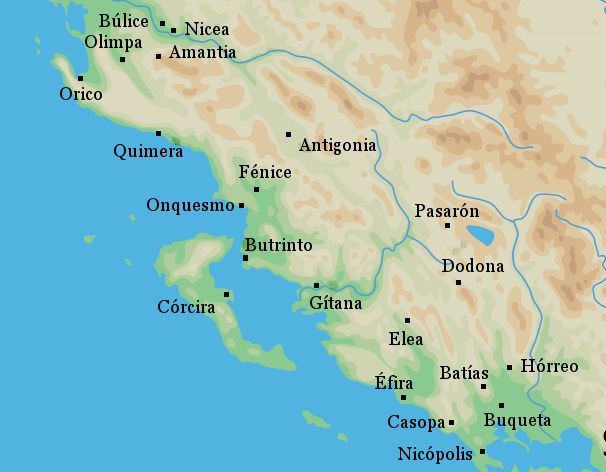
Parte do Epiro

Os molossos (em grego clássico: Μολοσσοί) eram uma antiga tribo grega que se instalou na região do Epiro, desde a era micênica. O seu reino, Molóssia ou Molóssida, tinha por capital a cidade de Dodona.

## Geografia
A Molóssia limitava-se a oeste com o Mar Jónio, ao sul com a Acarnânia e a Etólia, a sudeste com a Tessália, a leste com a Macedônia, a nordeste com a Peônia e ao norte com a Ilíria.
Relevo montanhoso dominado pela Cordilheira do Pindo e os Montes Acroceraunios, com densas florestas entre os montes e zonas de pastoreio onde os molossos apascentavam seus rebanhos de caprinos e ovinos.
Aproximadamente no centro desse território localizava-se a capital, Dódona, célebre por seu oráculo. Ao sul, havia a também importante cidade de Ambrácia, e na zona setentrional costeira encontrava-se a cidade de Butroto.

## O Reino dos Molossos
A história da Molóssia, em seus tempos mais remotos, mantem estreito vínculo com a mitologia grega, uma vez que os antigos molossos eram tidos como descendentes de Molosso, um dos três filhos de Neoptólemo que, por sua vez, era filho de Aquiles. Ele teria herdado o reino após a morte de Heleno, filho de Príamo e Hécuba, que havia desposado Andrômaca, viúva de Heitor.
O certo é que, em fins do século V a.C., durante o reinado de Taripas, a cultura grega já se havia tornado dominante na região. Em 375 a.C., o reino da Molóssia aderiu à segunda liga naval ateniense. Nos tempos de Felipe II, caiu sob o domínio da Macedônia e, em 168 a.C., foi anexado ao Império Romano.
Pelo menos dois personagens importantes da história helênica eram molossos: 
- Olímpia, esposa de Felipe II de Macedônia e mãe de Alexandre Magno.
- Pirro, que lutou contra os romanos na Itália.